# Хоббит, или Туда и обратно
«Хо́ббит, или Туда́ и обра́тно» (англ. The Hobbit, or There and Back Again) — повесть английского писателя Джона Р. Р. Толкина. Впервые опубликована в 1937 году издательством George Allen & Unwin, став со временем классикой детской литературы. В основе сюжета — путешествие хоббита Бильбо Бэггинса, волшебника Гэндальфа и тринадцати гномов во главе с Торином Дубощитом. Их путь лежит к Одинокой Горе, где находятся гномьи сокровища, охраняемые драконом Смаугом.
При написании «Хоббита» Толкин обращался к мотивам скандинавской мифологии и древнеанглийской поэмы «Беовульф». По мнению ряда исследователей, на повести отразился опыт участия писателя в Первой мировой войне. Характерной особенностью произведения является противопоставление архаичного и современного стандартов поведения — в частности, через стилистику речи героев. Главный герой, Бильбо Бэггинс, обладает многими характеристиками современного человека и, как следствие, на фоне представителей древнего мира выглядит явным анахронизмом. Соответственно, в произведении поднимается вопрос о соотношении человека современной культуры с окружающими его древними героями. На протяжении повествования происходит развитие главного героя — участие в приключениях становится для Бильбо путём самопознания. В конфликте за обладание сокровищами, который возникает в поздней фазе сюжета повести, затрагивается проблематика алчности и её преодоления.
«Хоббит, или Туда и обратно» является первой опубликованной работой Толкина, действие которой происходит в мире Средиземья. Книга получила одобрительные отзывы критиков и пользовалась спросом у читателей, что побудило издателя просить автора о продолжении. В 1937 году Толкин приступил к написанию новой истории о хоббитах. Итогом работы стал роман «Властелин колец» — в отличие от «Хоббита», это произведение ориентировано на взрослую читательскую аудиторию. В целях согласованности сюжетов двух книг Толкин внёс изменения в первоначальный текст «Хоббита» — в частности, это касается описания встречи Бильбо с Голлумом.

## Сюжет

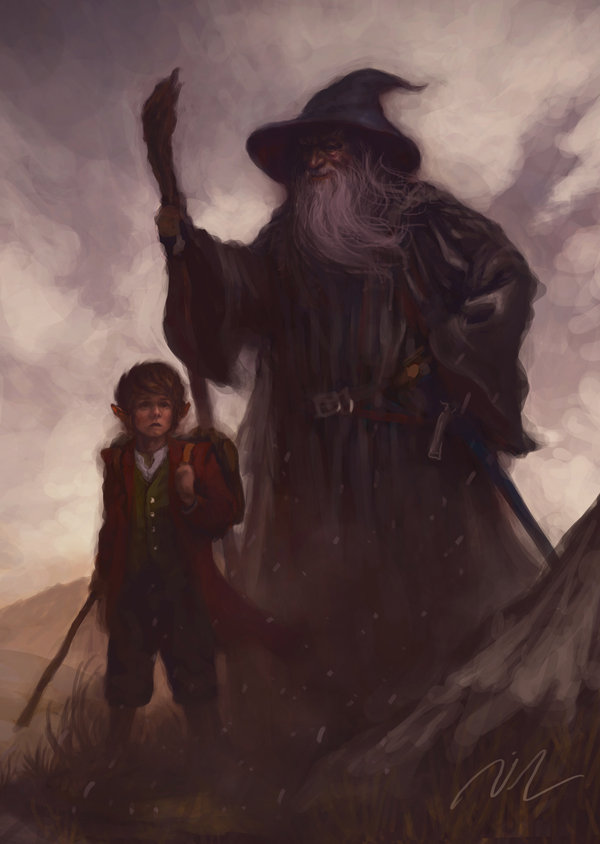
Бильбо Бэггинс и Гэндальф. Рисунок Джоэля Ли

Повесть начинается с описания хоббитов — низкорослого народа, «примерно вполовину нашего роста и пониже бородатых гномов». Состоятельный хоббит Бильбо Бэггинс ведёт размеренную жизнь в Бэг-Энде — благоустроенном подземном жилище, сооружённом в глубине Холма. Однажды ему неожиданно наносят визит волшебник Гэндальф и компания из тринадцати гномов. Торин Дубощит, возглавляющий гномов, рассказывает историю своего народа: они были изгнаны из своих подземных чертогов в Одинокой Горе драконом Смаугом, который с тех пор завладел их сокровищами. Гномы планируют предпринять поход на восток к Горе, чтобы отомстить дракону и вернуть свои богатства. Отряду требуется ещё один участник похода — опытный взломщик. Гэндальф рекомендует на эту роль Бильбо Бэггинса, который, несмотря на скептическое отношение к нему гномов, после некоторых колебаний соглашается.
Три тролля пленяют Бильбо и гномов, собираясь съесть их, но Гэндальф, искусно подделывая голоса троллей, вступает в их разговор и тянет время до рассвета. С первыми лучами солнца тролли превращаются в камень. В логове троллей Торин и Гэндальф находят древние эльфийские мечи, а Бильбо получает эльфийский кинжал, который он впоследствии назовёт Жалом. Через некоторое время отряд достигает долины Ривенделл, населённой эльфами. Элронд, правитель Ривенделла, принимает путников у себя в гостях и помогает им прочитать тайные лунные буквы на карте Одинокой Горы и окрестностей.
При переходе через Туманные горы компания Торина попадает в плен к гоблинам, которые отводят путников в свои подземелья, но Гэндальф вновь спасает их. Спасаясь от гоблинов, Бильбо остаётся в одиночестве. Блуждая в пещерах, он находит кольцо, а затем встречает Голлума — скользкое существо, живущее у подземного озера. Голлум предлагает Бильбо сыграть в загадки на следующих условиях: если Бильбо выиграет, Голлум обязуется вывести его из пещер, а если проиграет, то Голлум съест его. Бильбо побеждает, но Голлум подозревает его в краже своего волшебного кольца, способного делать владельца невидимым, и нападает на хоббита. Бильбо, случайно надев найденное кольцо, становится невидимым и, следуя за Голлумом, находит выход из пещер. Вскоре он встречает своих спутников, однако отряд настигают гоблины и варги, и только вмешательство орлов спасает путешественникам жизни.
Отряд находит убежище в доме Беорна — человека, умеющего превращаться в медведя. Он помогает им добраться до Лихолесья. На краю леса Гэндальф покидает своих спутников, отправившись по неотложным делам на юге. Во время перехода через Лихолесье гномы два раза попадают в плен: сначала к гигантским паукам, потом — к лесным эльфам, но каждый раз Бильбо, используя кольцо, освобождает своих друзей.

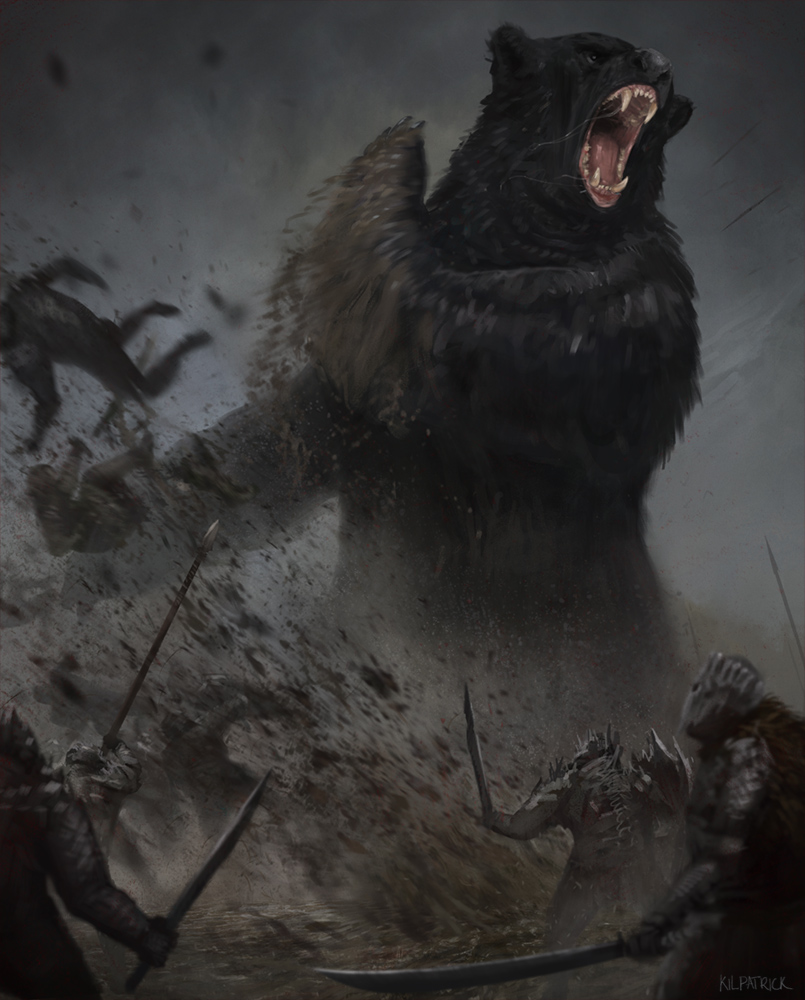
Беорн в Битве Пяти Воинств

Путешественники прибывают в Озёрный город — поселение людей, построенное на озере. Продолжив путь, отряд достигает Одинокой Горы. Бильбо, надев кольцо, пробирается в логово дракона и крадёт золотую чашу. Вернувшись в пещеру, он вступает в разговор с поджидающим его Смаугом, в ходе которого Бильбо хитростью удаётся узнать о незащищённом месте в броне дракона. Смауг, мстя жителям Озёрного города за то, что они помогли гномам, нападает на поселение и сжигает его. Дрозд, который услышал рассказ Бильбо об уязвимом месте дракона, сообщает об этом лучнику Барду, и тот убивает Смауга.
Гномы окончательно возвращают своё королевство. Тем временем к Одинокой Горе направляются армии лесных эльфов и жителей Озёрного города. Бард, возглавляющий людей, требует от Торина поделиться с ним частью сокровищ, обосновывая это следующим образом: 1) он убил дракона, поэтому заслуживает награды; 2) он является наследником Гириона, властителя Дейла, а часть своих сокровищ дракон похитил из этого города; 3) по вине гномов Смауг уничтожил Озёрный город, жители которого оказали помощь Торину и его спутникам во время похода. Торин отказывается выполнять требования Барда. Чтобы вынудить его вести переговоры и решить конфликт мирным путём, Бильбо передаёт предводителям армий людей и эльфов в качестве залога найденный им среди драгоценностей Аркенстон — драгоценный камень королевской династии гномов, представляющий для Торина наибольшую ценность среди всех сокровищ. Торин обвиняет Бильбо в предательстве и прогоняет его.
К Одинокой Горе подходит войско гномов из Железных Холмов под руководством Даина, родственника Торина. Враждующие стороны едва не начинают битву, однако у Одинокой Горы неожиданно появляются армии гоблинов и варгов. В сложившихся обстоятельствах гномы, эльфы и люди объединяются против общих врагов. Начинается сражение, названное впоследствии Битвой Пяти Воинств. Когда надежда на победу почти потеряна, появляются орлы и Беорн в медвежьем облике — он убивает многих врагов, в том числе предводителя гоблинов, Больга. Ужас охватывает гоблинов, а люди, эльфы и гномы выигрывают битву. Но победа достигнута дорогой ценой — погибают многие воины, в том числе Торин и его племянники, Фили и Кили. Перед смертью Торин примиряется с Бильбо. Хоббит возвращается домой, взяв с собой лишь небольшое количество сокровищ — он считает, что больше ему и не нужно. Дома он как раз успевает к аукциону, на котором распродаётся его имущество (за время отсутствия Бильбо был официально объявлен умершим).
Бильбо возвращается к спокойной жизни, но начинает писать стихи, общаться с эльфами и гномами и теряет репутацию почтенного хоббита среди соседей (что нисколько его не беспокоит). Спустя несколько лет его навещают Гэндальф и один из гномов — Балин, и рассказывают о процветании восстановленных Дейла и Озёрного города.

## История создания

### Написание

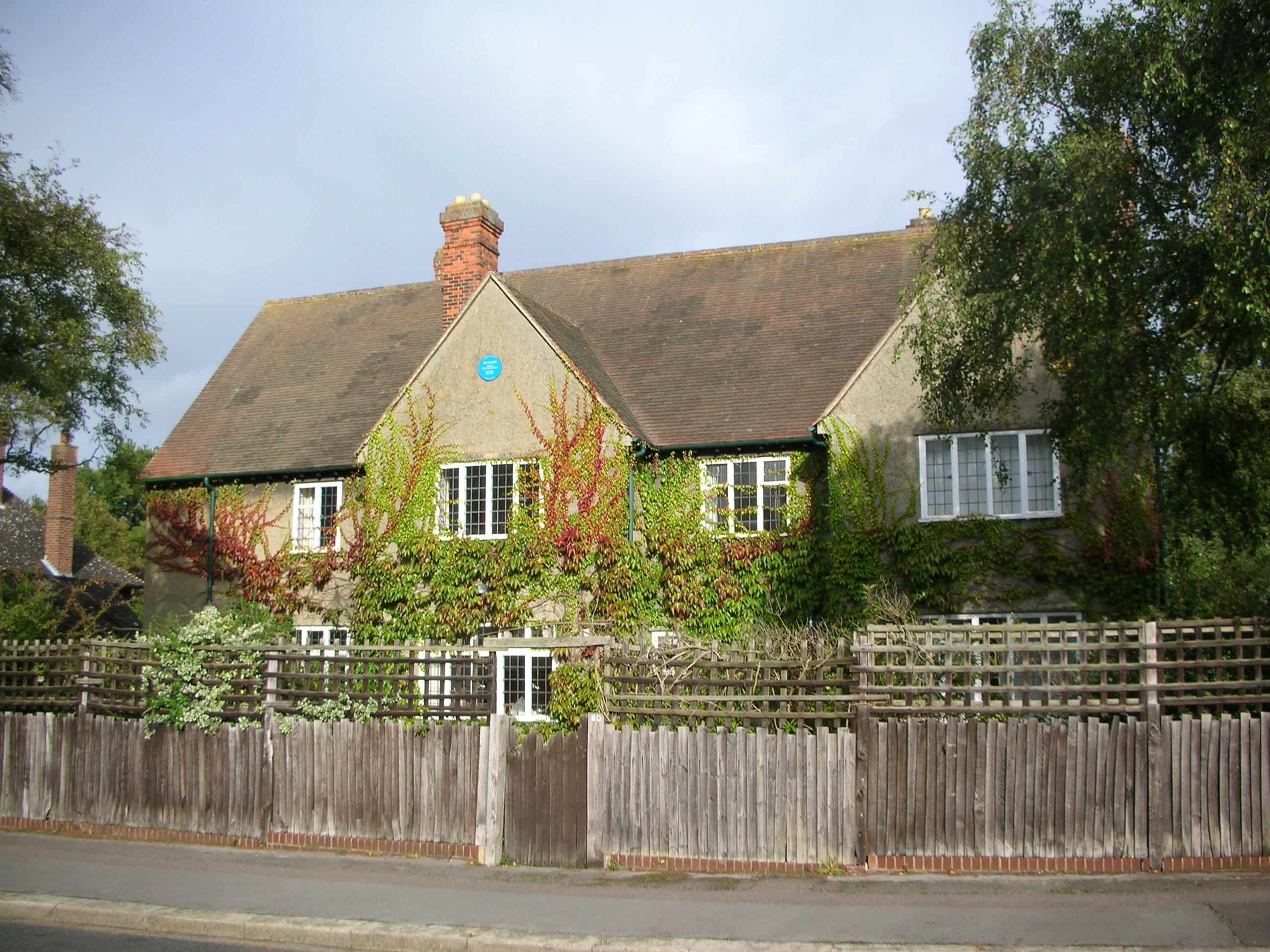
Дом № 20 по Нортмур-роуд в Оксфорде, где Дж. Р. Р. Толкин жил с 1930 по 1952 годы

В 1930-х годах Джон Р. Р. Толкин занимал должность профессора англосаксонского языка в Оксфордском университете. В научной среде он был известен прежде всего благодаря исследованиям древнеанглийского эпоса «Беовульф» и работе над изданием средневековой поэмы «Сэр Гавейн и Зелёный Рыцарь». Для своих детей он сочинял сказки. Начиная с 1920 года, он писал им письма от имени Рождественского Деда, снабжая их многочисленными иллюстрациями — впоследствии они были опубликованы в отдельной книге. Другой сферой его творческой деятельности было создание произведений, на основе которых впоследствии был сформирован «Сильмариллион».
Толкин вспоминал о происхождении «Хоббита» в письме к поэту Уистену Хью Одену:

Всё, что я помню насчёт того, откуда пошёл «Хоббит», — я сидел, проверяя школьные экзаменационные работы, во власти непреходящей усталости от этого ежегодного труда, каковой ложится на плечи безденежных многодетных преподавателей. На чистом листке я нацарапал: «В земляной норе жил себе хоббит». Почему — я сам не знал; не знаю и сейчас. Долгое время я ничего по этому поводу не предпринимал….Оригинальный текст (англ.)All I remember about the start of The Hobbit is sitting correcting School Certificate papers in the everlasting weariness of that annual task forced on impecunious academics with children. On a blank leaf I scrawled: «In a hole in the ground there lived a hobbit.» I did not and do not know why. I did nothing about it, for a long time….
О времени начала работы над книгой точных сведений не сохранилось. Принимая во внимание различные свидетельства Толкина и его сыновей, автор «Истории „Хоббита“» Джон Рейтлифф пришёл к выводу, что Толкин приступил к своей сказке летом 1930 года. По мере продвижения работы Толкин пересказывал и читал сказку своим детям.
В ранних черновиках «Хоббита» предводителя гномов звали Гэндальф, в то время как волшебник носил имя Бладортин. Дракон именовался Прифтаном, Беорн — русским словом «Медведь». Встречались упоминания реально существующих географических объектов — Китай, пустыня Гоби, горы Гиндукуш и Шетландские острова. Предполагалось, что дракона должен был убить Бильбо. В повествование включались элементы легендариума Толкина: Элронд, сын Эарендела, в «Хоббите» становится правителем Ривенделла, Бильбо и его спутники находят в пещере троллей мечи из эльфийского города Гондолина. Некромант из Лихолесья представляет собой некроманта Ту, который позднее получил имя «Саурон». В ранних версиях «Хоббита» упоминались Берен и Тинувиэль, а Лихолесье первоначально отождествлялось с Таур-ну-Фуином. Король гоблинов Гольфимбул, после гибели которого была изобретена игра в гольф, в ранних версиях носил имя эльфийского короля Финголфина — элемент «гольф» присутствует в обоих именах.
Черновой вариант «Хоббита» был закончен в январе 1933 года. После этого Толкин давал читать сказку некоторым своим знакомым. Среди них был его друг Клайв С. Льюис, который охарактеризовал её как «действительно хорошую детскую книгу». В 1936 году Элейн Гриффитс, бывшая ученица Толкина, в разговоре с сотрудницей издательства George Allen & Unwin Сьюзен Дагналл рассказала ей о сказке. По просьбе Дагналл Толкин предоставил ей рукопись произведения. Прочитав «Хоббита», она посоветовала автору доработать повесть и предложить её к изданию. Толкин продолжил работу над произведением. 10 августа 1936 года он писал: «„Хоббит“ почти окончен, и издательство его требует». В наборе текста помощь оказывал его сын Майкл, которому приходилось печатать левой рукой, так как он сильно порезал правую. Готовый машинописный текст был отправлен издателю 3 октября 1936 года. По мнению директора издательства Стэнли Анвина, детскую книгу лучше всего должны были оценить дети. Он отдал сказку на рецензию своему десятилетнему сыну Рейнеру, который написал на неё отзыв следующего содержания:

Бильбо Бэггинс был хоббит, который жил в своей хоббичьей норе и ни в каких приключениях не участвовал, но наконец волшебник Гэндальф и его гномы убедили Бильбо поучаствовать. Он очень здорово провёл время, сражаясь с гоблинами и варгами. Наконец они добрались до одинокой горы. Смауга, дракона, который её караулил, убили, и после страшной битвы с гоблинами Бильбо вернулся домой — богатым! Эта книга с помощью карт не нуждается в иллюстрациях, она хорошая и понравится всем детям от 5 до 9.Оригинальный текст (англ.)Bilbo Baggins was a hobbit who lived in his hobbit-hole and never went for adventures, at last Gandalf the wizard and his dwarves perswaded him to go. He had a very exiting time fighting goblins and wargs. at last they got to the lonley mountain; Smaug, the dragon who gawreds it is killed and after a terrific battle with the goblins he returned home — rich! This book, with the help of maps, does not need any illustrations it is good and should appeal to all children between the ages of 5 and 9.
Повесть была принята к публикации. Рейнер получил за свою работу один шиллинг — позднее он называл эту сумму наиболее выгодным вложением в истории британского издательского дела. В феврале 1937 года Толкин, получив от издательства гранки, счёл необходимым внести изменения в некоторых частях текста. При редактировании он позаботился, чтобы исправленные фрагменты текста по объёму совпадали с первоначальными — это было необходимо, чтобы не обременять сотрудников издательства дополнительной работой. Впрочем, в итоге исправленные фрагменты текста всё равно были набраны заново.

### Источники вдохновения

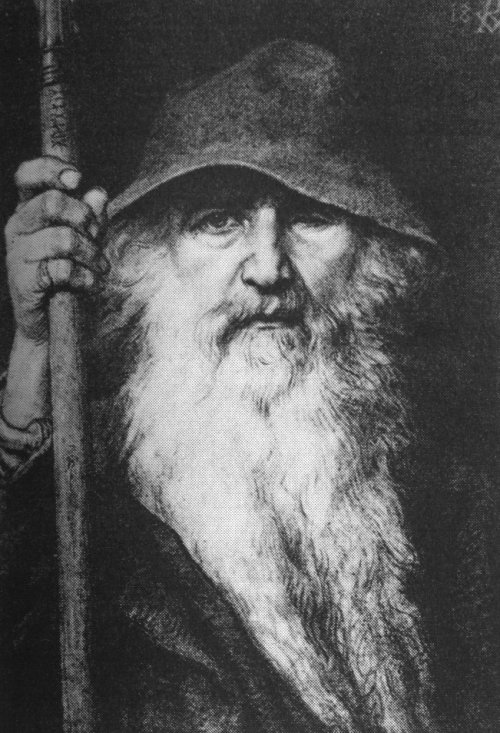
Некоторые характерные особенности Гэндальфа происходят от скандинавского бога Одина

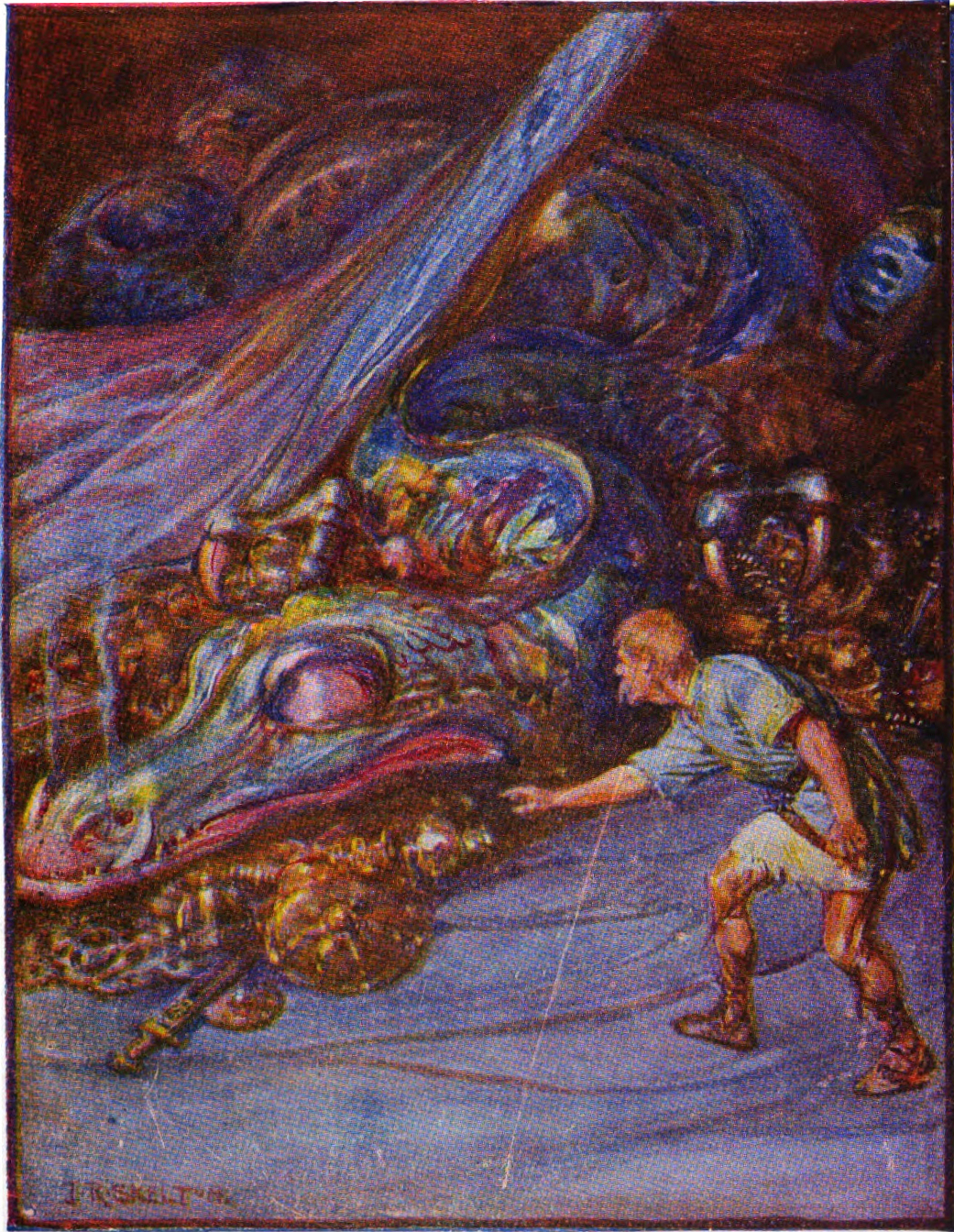
Эпизод с похищением чаши из сокровищницы дракона является прямой отсылкой к «Беовульфу»

### Иллюстрации

Рисунок Толкина, выполненный для суперобложки «Хоббита»

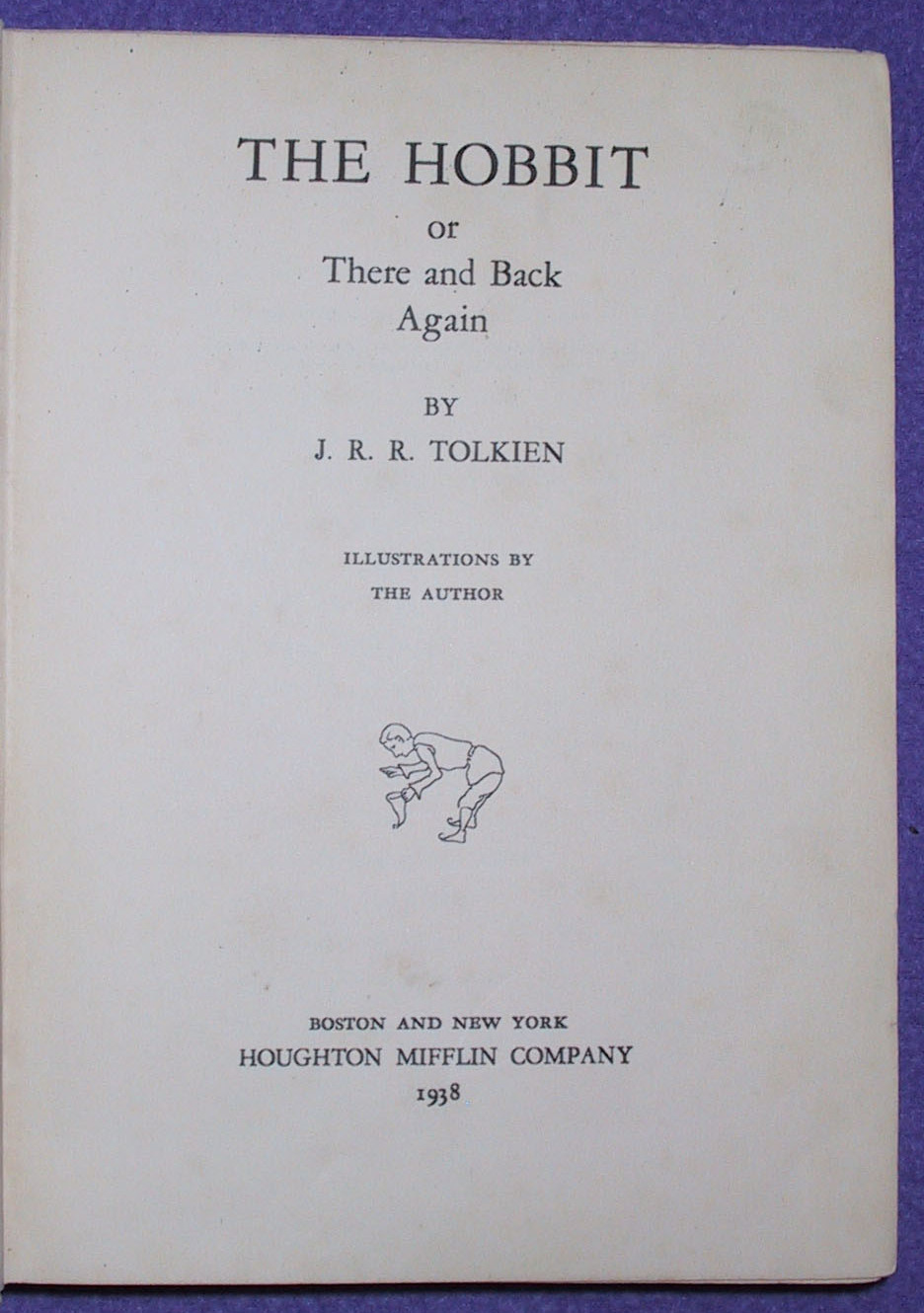
Титульный лист первого американского издания повести